# 제레미 (가수)
제레마이 (Jeremih, 본명: Jeremih Felton, 1987년 7월 17일 ~ )는 미국의 싱어송라이터이다. 대표곡으로 Birthday Sex, 랩퍼 50 센트가 참여한 Down on Me 등이 있다.

## 디스코그래피
스튜디오 음반
- Jeremih (2009)
- All About You (2010)
- Late Nights (2015)

콜라보 앨범
- MihTy (타이 달라 사인이 MihTy로 참여) (2018)